# Parcul Gulbenkian
Parcul Gulbenkian, cunoscut, de asemenea, sub numele de Grădina Gulbenkian, este situat în Lisabona, Portugalia. El a fost amenajat în 1969 și adăpostește un centru cultural alcătuit din sediul central al Fundației Calouste Gulbenkian, Muzeul Gulbenkian și Centrul de Artă Modernă José de Azeredo Perdigão, care sporește importanța culturală a grădinii. 
Parcul se întinde pe o suprafață de 7,5 ha și conține două lacuri, unul mai mare și altul mai mic, pe teritoriul său. 

## Istoric
Parcul a fost inaugurat în 1969. În acest loc s-a aflat în 1918 parcul fostului Palacio Azambuja sau dos Meninos de Palhava, care a fost folosit ca sediu al Ambasadei Spaniei. Terenul a fost vândut în 1957. Parcul a fost proiectat de arhitecții peisagiști Gonsalo Ribeiro Telles și António Viana Barreiro în strânsă colaborare cu Alberto Pessoa, Pedro Cid și Ruy Athouguia care au fost arhitecții clădirilor Fundației Calouste Gulbenkian construite în parc; magnatul armean al petrolului și colecționarul de artă Calouste Gulbenkian a jucat un rol important în viața culturală postbelică a Lisabonei. Grădinile sale, ce adăpostesc centrul de artă contemporană, sunt un loc plăcut pentru petrecerea timpului liber.

## Caracteristici

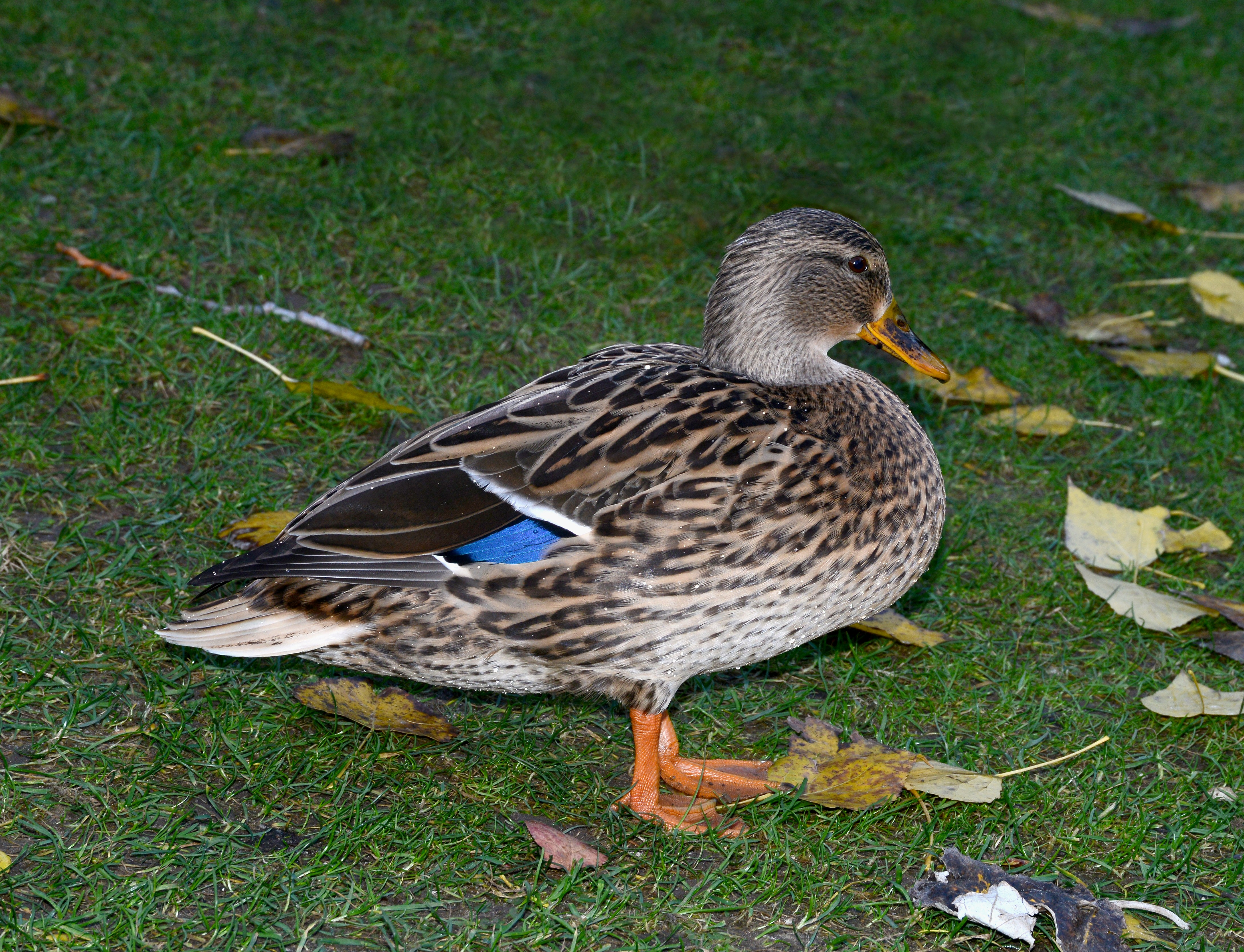
O rață sălbatică în parc

Pajiștile au fost îngrijite pentru a se potrivi peisajului natural până la lacul central. Cursurile de apă sunt traversate de poduri mici, iar potecile sunt bine amenajate pentru plimbări. Pâraiele și lacurile sunt mărginite de iriși și alte plante de apă.
Suprafața de teren a fost modificată pentru a putea fi construite clădiri, dar și pentru a se crea un mediu natural lacustru care să fie răcoros în zilele de vară. Plantarea florilor în parc s-a făcut selectiv, amenajându-se cărări pe unde să se poată face plimbări.
Vegetația naturală este formată din iarbă de pampas, arbori de piper brazilian (schinnis terrebinthus) cu frunze mici, arbori de gumă, stejari turcești, eucalipți și plopi. Există, de asemenea, o grădină de trandafiri în parc.

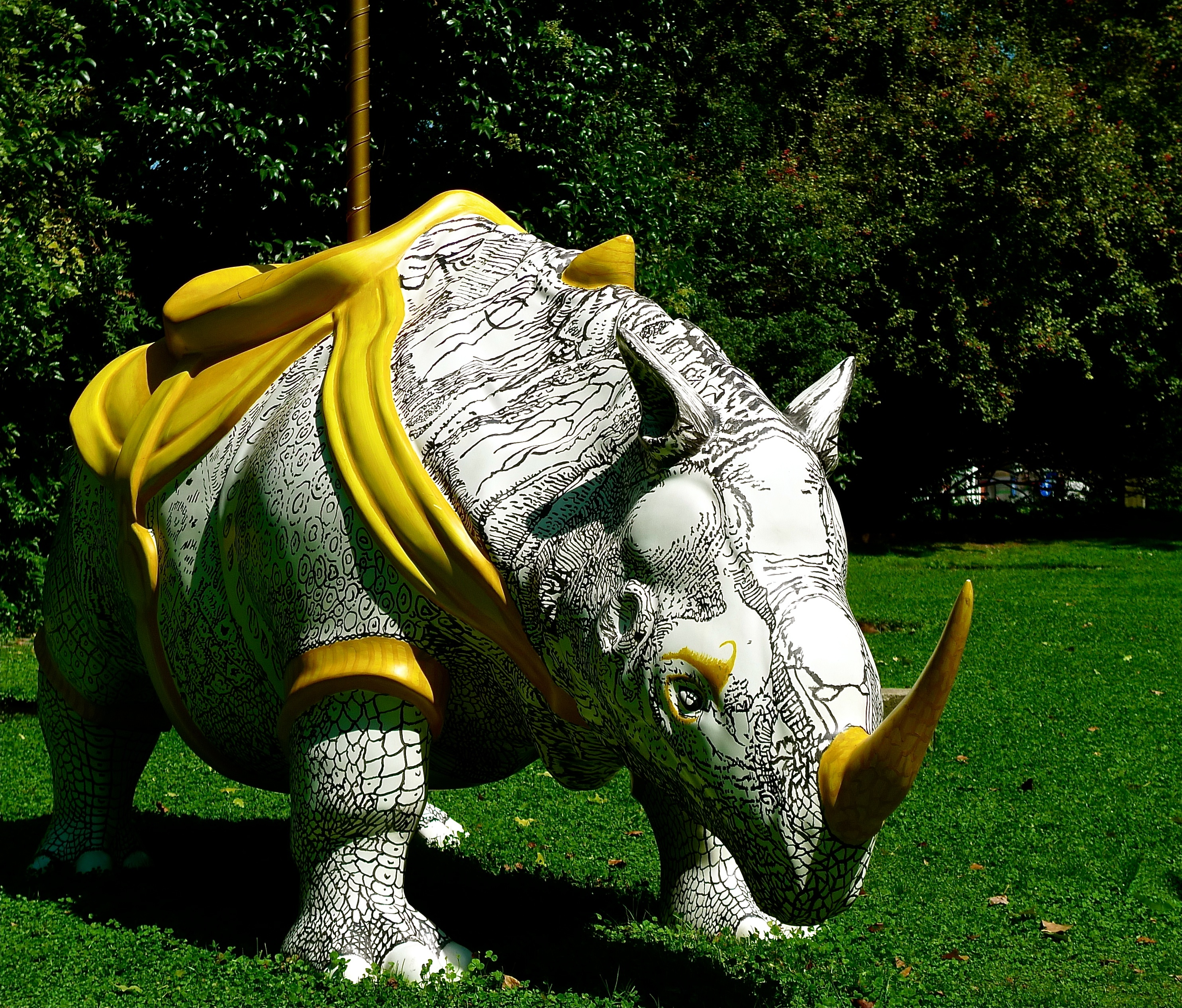
Sculptură a unui animal în parc

Dintre cele două lacuri amenajate în grădină, lacul cel mai mare, situat în centrul parcului, reprezintă un habitat pentru păsări de apă precum rațe mari, găinușe de baltă, papagali cu gât trandafiriu, codobaturi albe, pitulici, mierle, silvii cu cap negru, vrăbii de casa, cănărași și florinți. Datorită existenței unor tufe groase în jurul lacului, parcul este o locație preferată pentru reproducerea găinușelor de baltă. Lacul mic este, de asemenea, un habitat pentru păsările de apă.
Grădina are, de asemenea, un amfiteatru în aer liber ce poate adăposti 1.000 de persoane, având lacul ca fundal. Amfiteatrul este locul unde se desfășoară mai multe programe muzicale, teatrale sau de dans. Spectacole de muzică de jazz au loc în fiecare an în parc, în primele două săptămâni ale lunii august. 

Parcul conține statui și sculpturi realizate de artiști naționali și internaționali care sunt amplasate strategic în mai multe locuri.